# Казацкий
Казацкий (бел. Казацкі) — посёлок в Гадиловичском сельсовете Рогачёвского района Гомельской области Беларуси.

## География
Расположен на реке Углянка (приток реки Днепр) в 16 км на юго-восток от районного центра и железнодорожной станции Рогачёв (на линии Могилёв — Жлобин), 119 км от Гомеля.

## Транспорт
Транспортные связи по просёлочной, затем автомобильной дороге Рогачёв — Довск.

## История
Основан в начале 1920-х годов переселенцами из соседних деревень на бывших помещичьих землях. В 1932 году жители вступили в колхоз. Во время Великой Отечественной войны в декабре 1943 года оккупанты сожгли 7 дворов. 11 жителей погибли на фронте. Согласно переписи 1959 года в составе колхоза «Советская Беларусь» (центр — деревня Гадиловичи).

## Население
- 1940 год — 36 дворов, 217 жителей.
- 1959 год — 146 жителей (согласно переписи).
- 2004 год — 22 хозяйства, 43 жителя.